# Hospital de Clínicas da Universidade Federal do Paraná
O Hospital de Clínicas da Universidade Federal do Paraná (ou simplesmente HC) é o hospital universitário da faculdade de medicina da UFPR. Sua sede está localizada na cidade de Curitiba, capital do Paraná, sendo o maior hospital do estado e vinculado à Universidade Federal do Paraná.
Todo o complexo do HC tem 59.852,45 m² de área construída onde circulam cerca de onze mil pessoas diariamente. O HC é referência nacional com o transplante de medula óssea (TMO) e banco de ossos.

## História
A construção do HC começou em 1949 e durou 10 anos, tendo ocorrido duas inaugurações para a mesma obra. A primeira foi em 1960, poucos dias antes do fim do governo de Moysés Lupion, e a segunda foi em 1961, após o fechamento do hospital por ordem de Jânio Quadros no contexto da proibição da contratação de funcionários públicos na esfera federal. Em 5 de agosto de 1961, houve o cerimonial de inauguração com a presença do presidente da república.
Em 1979, o HC iniciou o trabalho com transplantes de medula óssea (TMO), que faz do hospital uma referência internacional. Em 1995, o HC fez a primeira cirurgia do Brasil e da América do Sul entre doadores de medula óssea sem ligação parental.
Outras referências do HC são o seu banco de ossos, iniciado na década de 1960 e reestruturado em 1995, e o ambulatório para o tratamento da Síndrome de Down, que foi criado em 1997 e que se constitui no primeiro da América Latina a se dedicar exclusivamente a essa alteração genética.